# Lincoln Electric
Lincoln Electric ist ein US-amerikanischer Hersteller von Schweißausrüstung mit Sitz in Cleveland, Ohio.

## Geschichte
Lincoln Electric wurde 1895 von der Familie Lincoln gegründet. Bis 1940 wuchs das Unternehmen zum weltgrößten Hersteller von Schweißausrüstung. Lincoln Electric überlebte die Rezession in den USA 1980–1982 und wuchs seitdem stark durch Übernahmen.